# Obrium arciferum
Obrium arciferum es una especie de escarabajo longicornio del género Obrium, categorizada en la tribu Obriini, de la subfamilia Cerambycinae. Fue descrita por Bates en 1885.

## Descripción
Mide 9 mm de longitud.

## Distribución
Se distribuye por Guatemala.